# Paul Ardenne
Pour les articles homonymes, voir Ardennes.
Paul Ardenne, né le 4 octobre 1956, est un historien, historien de l'art, commissaire d'exposition et écrivain français.
En sa qualité d’historien de l’art, il est spécialisé dans l’art contemporain. Il a enseigné l’histoire de l’art contemporain à la Faculté des Arts de l'université d'Amiens. Il est membre de l'Aica France ( Association internationale des critiques d'art)

## Biographie
De son nom de naissance Bertrand Gervais, Paul Ardenne est né dans une famille d'agriculteurs charentais, ainé d’une fratrie de sept. Il étudie les lettres, l'histoire et la philosophie dans les facultés de Poitiers et de Toulouse, avant de faire une thèse en histoire de l'art à l'université de Picardie d'Amiens ("La création plastique contemporaine, formes et contraintes", 1960-2000) sous la direction de l’historienne de l’art Laurence Bertrand-Dorléac avec laquelle il continue de travailler.
Agrégé d'Histoire et docteur en Histoire de l'Art, il rencontre à Paris le commissaire d'expositions Ami Barak, ainsi que Catherine Millet, fondatrice-directrice d'Art Press, et José Alvarez, qui dirige les éditions du Regard.

### Travaux
La recherche de Paul Ardenne se focalise sur l'art contemporain (Art, L'âge contemporain, 1997 et Art le Présent, 2009), le corps (Portraiturés, 2003 ; L'Image corps, Figures de l'Humain dans l'art du XXe siècle et Extrême, Esthétiques de la limite dépassée, 2006), l’architecture (Terre Habitée, 2005 et Architecture, le Boost et le Frein, 2020) et l'art dans l'espace public (Un art contextuel, 2002 et Heureux, les créateurs?, 2015).
En tant que témoin et analyste de la culture de son époque, Paul Ardenne se situe dans une position d’inclusion agrégeant l’art en contexte réel (art d’intervention et d’implication sociale directe), les représentations extrêmes, l’architecture radicale, la photographie prospective ou ce qu’il appelle l’art «entrepreneurial», sans exclure les esthétiques dites de la réconciliation de soi (Portraiturés, 2003 et Pierre et Gilles, 2007).
Paul Ardenne donne des conférences dans tous les domaines de l’art et de l’architecture, ainsi que dans le domaine de la vidéo d’art. Entre 2011 et 2019, il participe en qualité de conférencier à des soirées bimensuelles de projections vidéos à thème, appelées « videoforever » organisées par Barbara Polla. Ces sessions académiques, qui ont pour objectif de promouvoir l’art vidéo, se déroulent dans divers lieux et pays notamment au Palais de Tokyo, au Musée de la chasse et de la nature, à l'atelier de l'artiste Frank Perrin, à Helsinki, à Sydney et à la Station Beirut.
Parmi les expositions de Paul Ardenne (sélection) : Ailleurs, 2011 et WANI (co-commissariat de Marie Maertens), contraction orale de OANI pour « Objets Artistiques Non Identifiés », 2011 ; L'histoire est à moi, Printemps de Septembre à Toulouse (2012) ; Dendromorphies, créer avec l'arbre, 2016, Humanimalismes, 2020 et Courants verts, créer pour l'environnement, 2019-2020.
Dans son essai Un art écologique, création plastique et anthropocène  (ISBN 2356876014), il s'intéresse aux artistes plus respectueux de la nature et engagés dans les questions environnementales.

### Publications académiques
Paul Ardenne est l’auteur de nombreux essais. Il collabore depuis 1990 à des revues telles que Art Press, Beaux Arts magazine, Omnibus, Le Voyeur, La Recherche photographique, L’Image, Parpaings, Visuels, Archistorm, Nuke, Synesthésie, L’Art même (Belgique), Esse arts + opinions (Canada), Inter, art actuel ou Figures de l'art en France, dont il est membre du comité de rédaction.

### Paul Ardenne écrivain
En tant qu'écrivain, romancier et essayiste, Paul Ardenne s'attache à définir l'identité contemporaine complexe. L'ensemble de ses textes littéraires ont fait l'objet d'un essai exhaustif. D'abord intéressé par le nouveau roman, il abandonne bientôt ce modèle au profit d’une écriture en quête d’incarnation et de présence au réel. Ses romans sont souvent élaborés en fonction d’une contrainte. Selon ses faces (inédit, 1985), construit sur le modèle « simultanéiste », condense l’action en quelques heures. La Halte (1988, publication 2005) se passe en trois heures et en un seul lieu, au bord d’un fleuve; Nouvel Âge (1989, publication 2006), le temps d’un unique week-end; ces deux romans sont réunis ensuite dans une publication unique, Posthumes. La série des Rochelaises (dont le premier volume, Sans visage, est publié par les éditions Grasset en 2012) expérimente un nouveau langage, oral, qui accentue la proximité avec le lecteur,. La fable et la parabole sont des formes d’expression volontiers utilisées par Paul Ardenne, ainsi dans Sans visage, Roger pris dans la terre (2017) et Comment je suis oiseau (2014), où l’auteur raconte comment, enfant, il « est » un oiseau. Belly le Ventre, roman picaresque, est publié en 2017 et L'Ami du Bien en 2020. La figure de l’humain qui se dégage des romans de Paul Ardenne est le plus souvent incertaine, diffractée, relative, et laisse une large part à l’expérience comme vecteur de la construction de soi. Les seules « vérités » humaines, à l’opposé l’une de l’autre, sont le ressenti et le déterminisme biologique.

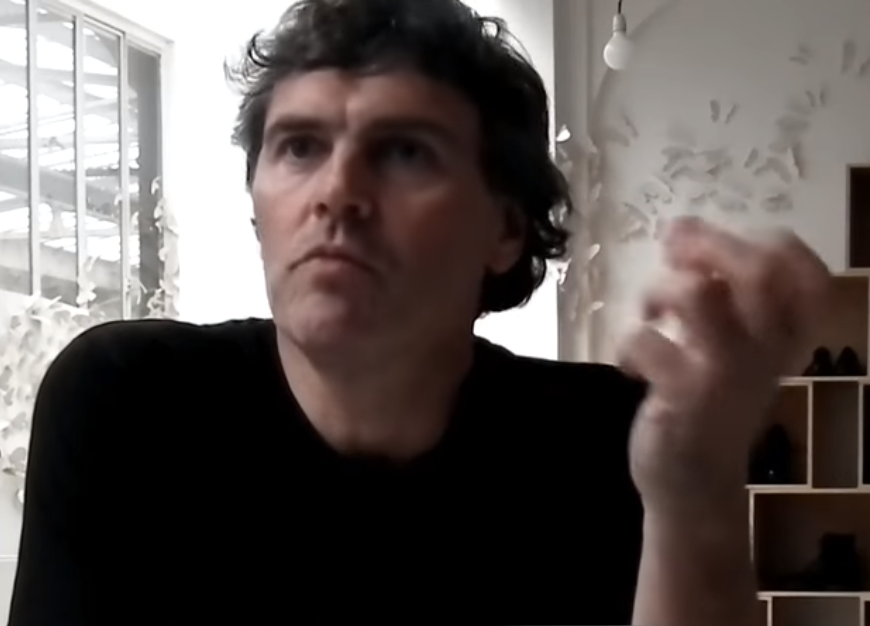
Paul Ardenne in 2012

Il a également écrit des fragments de sa propre biographie, disséminés dans plusieurs ouvrages : Moto notre amour (Flammarion, 2011), un traité d’esthétique personnelle relatif à sa pratique de la moto, de nature hédoniste et idéaliste : L’Histoire comme une chair (La Muette/BDL, 2012), où il définit son rapport intime à la grande Histoire.

## Ouvrages

### Essais
- Capc-musée 1973-1993, Éditions du Regard, 1993
- La Création contemporaine entre structures et système, Publications de l’École des beaux-arts de Rouen, 1996
- Analyser l’art vivant, s’il se peut (un constat de balbutiement), Publications de l’École des Arts décoratifs de Strasbourg, 1997
- Art, l’âge contemporain : une histoire des arts plastiques à la fin du XXe siècle, Éditions du Regard, 1997
- Celui qui empile les cadavres, suivi de Catherine Poncin post-photographe, Filigranes, Paris, 1999 ; textes de Paul Ardenne et photographies de Catherine Poncin
- Patrick Mimran, Babel TV, Éditions du Regard, 1999
- L’Art dans son moment politique, La Lettre volée, 2000
- L’Image Corps - Figures de l’humain dans l’art du XXe siècle, Éditions du Regard, 2001  (ISBN 2841051161) Grand prix de l’Académie de Dijon.
- Un art contextuel, Flammarion, 2002 ; rééd. coll. « Champs », 2004
- Codex Rudy Ricciotti, Birkhäuser/Ante Prima, 2003
- I sette Palazzi celesti Anselm Kiefer, Éditions du Regard, 2004
- Manuelle Gautrand: architectures, Éditions Infolio, 2005
- Topiques/Topics Alain Sarfati architecte/architect, Ante Prima-Éditions du Layeur, 2005
- Terre habitée : humain et urbain à l’ère de la mondialisation, Archibooks, 2005 ; édition augmentée et enrichie, Archibooks, 2013
- Contacts (l’architecture de Philippe Gazeau), Ante Prima-AAM, 2006
- Extrême : esthétiques de la limite dépassée, Flammarion, 2006
- Images-mondes: de l'événement au documentaire, en collaboration avec Régis Durand, Monografik, 2007
- Pierre et Gilles, Taschen, 2007
- Lorient, Cité de la voile Éric Tabarly, Éd. Archives d’architecture moderne, 2008
- Palais du cinéma à Venise, 5+1AA, Rudy Riciotti, Éd. Archives d’architecture moderne, 2008
- Cityrama FGP, Archibooks, 2008
- Maro Michalakakos : violente beauté = Violent Beauty, Monografik, 2009
- Art, le présent : la création plastique au tournant du XXIe siècle, Éditions du Regard, 2009
- Moto, notre amour, Flammarion, 2010
- Peintures: please, pay attention, please, en collaboration avec Barbara Polla, La Muette-Le Bord de l'eau, 2010
- Architecture émotionnelle: matière à penser, dir. de publ. en collaboration avec Barbara Polla, La Muette-Le Bord de l’eau, 2010 (avec 1 DVD)
- Corpopoétique#1: aimer regarder la victime comme soi-même, ouvrir/couvrir, La Muette-Le Bord de l’eau, 2011
- 100 artistes du Street art (dir. de publ.), La Martinière, 2011 (5 Pointz, André, Ash, L'Atlas, Shimon Attie, Banksy, Basco-Vazko, Bäst, Cédric Bernadotte, Blade, Blek le Rat, C 215, Calma, Sara Conti, Cope2, Cornbread, Cripta, Cyclos, Les Déboulonneurs, Delta, D*Face, Diuf, Doze Green, Dzus, David Ellis, El Mac, Ericailcane, Faile, Shepard Fairey, Setlios Faitakis, Jean Faucheur, Furura, Guerilla Girls, Keith Haring, Sean Hart, Maya Hayuk, HuskMitNavn, Ikon, Invader, Iz the Wiz, Jace, Jef Aérosol, Mark Jenkins, JonOne, JR, Julio 204, Know Hope, Koralie, Olivier Kosta-Théfaine, Labrona, Lady Aiko, Lady Pink, Ligne Rouge (Louis Pavageau aka Ligne Rouge), Loomit, Barry McGee, Lucy Mclauchlan, MC Yan, Jérôme Mesnager, Miss.Tic, Miss Van, Mist, Moneyless, Monotremu, Monsieur Chat, Nunca, Alexandre Orion, Os Gêmeos, Ernest Pignon-Ernest, PIPS:lab, Pixaçao, Quik, Lee Quinones, reach, Rero, Les Frères Ripoulin, Evan Roth, Saber, Sam3, SAMO, kenny Scharf, Seen, Sixeart, Slinkachu, Swoon, Tag, Taki 183, Tanc, Tape Art, Underbelly Project, United Graffiti Artists, Urban, media research, Vhils, Videoman, Vitché, Dabn Witz, Zevs, Zhang Dali, Gérard Zlotykamien, Zonenkinder, Zoo Projetc).
- L’Histoire comme une chair, La Muette-Le Bord de l’eau, 2012
- Aqua vitalis: positions de l'art contemporain, dir. de publ. en collaboration avec Claire Tangy, La Muette, Le Bord de l'eau, 2013
- Un art écologique: création plasticienne et anthropocène, postface de Bernard Stiegler, La Muette-Le Bord de l'eau, 2018  (ISBN 2356876014)

### Écrits Littéraires
- La Halte, QUE, 2003
- Nouvel Âge, QUE-Le Grand Miroir, 2007
- Moto, notre amour, Flammarion, 2010
- Sans Visage, Grasset, 2012
- L'Histoire comme une chair, La Muette/Bdl, 2012
- Comment je suis oiseau , Le Passage, 2014
- Belly le Ventre, La Muette BDL, 2017
- Roger-pris-dans-la-terre, La Muette BDL, 2017
- Apologie du dragster, l'espace-temps intense, La Muette BDL, 2019
- L'Ami du Bien, La Muette BDL, 2020

Architecture
- Codex (Rudi Ricciotti), Birkhaüser, 2004.
- Terre habitée. Humain et urbain à l'ère de la mondialisation, Bookstorming, 2005, 2e éd. augmentée 2010.
- Manuelle Gautrand : architectures, InFolio, 2004.
- Topiques/Topiques : Alain Sarfati architecte, Le Layeur, 2005.
- Contact (Philippe Gazeau architecte), AAM, 2006.
- Dernières nouvelles. Architecture et habitat étudiant en Europe (avec Sophie Nemoz), AAM, 2008.
- 5+1AA architectures - Le nombril des rêves, AAM, 2008.
- Au-delà des apparences (Brunet Saunier Architecture), AAM, 2008.
- Cityrama, Archibooks, 2009.
- La Maison Trapèze, Archibooks, 2009.
- Architecture et matière, AAM, 2010.
- Jean-Paul Viguier architecture, AAM, 2010.
- Architecture émotionnelle : matière à penser (avec Barbara Polla), La Muette, 2011.
- In / Out (Franklin Azzi Architecture), AAM, 2014.
- Droits et Devoirs, AAM, 2014.
- Réalisme magique, AAM, 2014.
- I'm an Architect. Architecture et générosité (avec Alfonso Femia), AAM, 2020.
- La « Bonne Ville ». Pour une architecture bienveillante (avec Alfonso Femia), AAM, 2021.
- Architecture. Le Boost et le frein (Comment l’humain bâtit au 21e siècle), La Muette/BDL, 2021.

### En collaboration
- avec Jacques Coulais, Opus, Figuier, 1990
- avec Ami Barak, Guide Europe des musées d’art moderne et contemporain, Art Press, 1994
- 1989, ouvrage collectif sous la direction de P. Ardenne, Éditions du Regard, 1995
- avec Pascal Beausse et Laurent Goumarre, Pratiques contemporaines : l’art comme expérience, Dis-Voir, 1999
- avec Alice Laguarda, Christian Hauvette architecte, Éd. Jean-Michel Place, 2001
- La Passion de la victime (coll.), QUE, 2003
- avec Élisabeth Nora, Portraiturés, Éditions du Regard, 2003
- Ouvrir Couvrir (coll.), Verdier, 2004
- avec Pierre Assouline, Anselm Kiefer au Grand Palais, Éditions du Regard, 2007
- avec Jeff Koons, Pierre et Gilles au Jeu de Paume, Éditions Taschen, 2007
- avec Régis Durand, Images-monde : de l’événement au documentaire, Monografik, 2007
- avec Sebastian Redecke, Brunet Saunier Architecture, au-delà des apparences, Ante Prima, 2007
- avec Alfonso Fermia, Gianluca Peluffo, Ernesta Caviola, Sebastian Redecke et Vittorio Savi, Le Nombril des Rêves, Ante Prima, 2008
- avec Jean-Luc Monterosso, Pierre Restany et Nam June Paik, Catherine Ikam et Louis Fléri, Monografik, 2008
- avec Andrea Bruciati, Paolo Colombo, Joseph del Pesco et Barbara Polla, Andrea Mastrovito : Tigres de papier, Monografik, 2008
- avec Barbara Polla, Working Men : le travail dans l'art contemporain, Éd. QUE, 2008
- avec Sophie Nemoz, Dernières nouvelles, Architecture et habitat étudiant en Europe, Éd. Archives d’architecture moderne, 2008-2009
- avec Laurent Sfar et Nathalie Leleu, Interloperie, Éd. Filigranes, 2009
- avec Ernesta Caviol, Qu'est-ce qu'il y a dans le frigo ? 5+1AA Archi, Éd. Archives d’architecture moderne, 2009
- Peintures. Please pay attention please, avec Barbara Polla, Éditions La Muette, 2010
- Architecture Emotionnelle, Matière à penser, Collectif sous la direction de Paul Ardenne et Barbara Polla, Ed. La Muette, 2011
- Contribution: Utopia 3 - La question de l'art au 3e millénaire, Germs, sous la dir. de Ciro Giordnao Bruni, 2012

### Catalogues
- Mikados, jeu, vertige, in catalogue Brigitte Nahon: Doussiel Jabmeinn, Galerie Eric Dupont, Toulouse, 1992
- Texte, in catalogue Guy Chaplain : écho d'ogive, musée, Bernay, 1992
- La Cité de Refuge, asile sacré des temps moderne, in catalogue La Cité de Refuge, Cité de Refuge, 1993
- Texte, in catalogue Olivier Caban, Capc musée d'art contemporain, Bordeaux, 1994
- Brigitte Nahon. Le vertige est une esthétique, in Nouvelle vague : 18 février-4 avril 1994, Musée d'art moderne et d'art contemporain, Nice, Musée d'art moderne et d'art contemporain, Nice, 1994
- L’évolution récente du système marchand-critique ou la collection sous influence, in catalogue Passions privées: collections particulières d'art moderne et contemporain en France, Musées, Paris 1995
- La Classification comme fatalité, in catalogue Classifictions : Claude Closky, Jac Leirner, Jean-Philippe Lemée, Guy Limone, Lisa Milroy, Hermann Pitz, Stephen Prina, Jean-Jacques Rullier, Presses universitaires de Rennes, 1996
- David Boeno : de la pluralité des mondes, in catalogue David Boeno : sur quelques figures harmonieuses des éléments d'Euclide. Suite n°2, Crédac, 1996
- Au-delà de l'accomplissement, l'activation, in catalogue Transit, 60 artistes nés après 60, œuvres du Fonds national d'art contemporain, Ecole Nationale Supérieure des Beaux-Arts, Paris, 1997
- Jean-Gabriel Coignet : la sculpture comme interposition in catalogue Jean-Gabriel Coignet, constructions et solides irréguliers, Frac Alsace; Frac Bretagne, 1997
- Guy Chapelain, social ?, Galerie Duchamp, Yvetot, 1997
- Un Cas d'espèce de la crise des images: le thème artistique de la fleur, in catalogue Jeux de genres, un cloix d'acquisitions récentes du Fonds municipal d'art contemporain, Paris-Musées, Paris, 1998
- L'Art inorganique et la ville contemporaine, Il faut donc que les villes ressemblent à l'histoire des peuples, in catalogue La Ville en chantier, comment fabriquer la ville aujourd'hui ?, Centre d'art contemporain, Grenoble, 1998
- Un quart d'heure tout juste avant Brazil et la catastrophe de l'être, in catalogue Frédéric Lecomte, Revue 0, Deauville : Art et culture, 1998
- Texte, in catalogue Art grandeur nature, parcours d’œuvres d'art in situ en Seine-Saint-Denis, Bobigny: Conseil général de Seine-Saint-Denis, 1998
- Unglee, faire de sa mort une œuvre d'art, in catalogue Unglee, disparitions, Frac Basse-Normandie, Caen 1998
- Intempestive : 8 notations non toutes bien embouchées sur l'art de Mireille Loup, in catalogue Mireille Loup, Les Filles du Calvaires, 1998 (fre/eng)
- Michel François, le bazar de l'existentialité', in catalogue Michel François: où je suis, vu du ciel, La Lettre Volée; Espace 251 nord, Liège, 1999
- Texte, in catalogue Philippe Sommerhalter, Centre d'art contemporain, Saint-Priest, 1999
- Texte, in catalogue Michel Gligorov, Galerie Damasquine, Bruxelles, 1999
- Texte, in catalogue Jacqueline Salmon, Galerie Michèle Chomette, Paris, 1999 (repris dans Parpaings, mai 1999, no 2)
- Texte, in catalogue Michel Séméniako : identité/activité, une esthétique du travail, éd. CCAS EDF, Montreuil, 1999
- Texte, in catalogue Alain Silly, Musée, Louviers, 1999
- L’Être de nous-même tel qu'en lui-même, in catalogue Marie-Jo Lafontaine, liquid crystals, Cantz, Ostfildern, 1999
- Texte, in catalogue Christiane Geoffroy, Frac Languedoc-Roussillon, Montpellier, 1999
- Esthétique des transferts, in catalogue Bernard Calet, Centre d'art contemporain de Vassivière-en-Limousin, Beaumont-du-lac, 1999
- Texte, in catalogue Anne Barbier : de la technique du seau de plage aux jeux métaphysiques, Abbaye Saint-André, Meymac; éd. de l'Aquarium agnostique, 1999
- Un Art de la réalité revisitée, in catalogue EXTRAetORDINAIRE : le printemps de Cahors, Actes sud, Arles, 1999 (fre/eng)
- Texte, in catalogue Micropolitiques, Le Magasin, Grenoble, 2000 (commissaire)
- Gilbert Boyer au Musée Zadkine : des bouts de ficelles, un art en situation = Gilbert Boyer at the Musée Zadkine: Bits of Strings - Art Here and Now, in catalogue Gilbert Boyer. La ficelle de Zadkine, Paris-Musées, Paris, 2001 (L'Atelier du sculpteur)
- Que voyons-nous où nous voyons bien que l'on voit ?, in catalogue Claire Maugeais, CREDAC, Ivry-sur-Seine, 2002 (fre-eng)
- Débat électronique, in catalogue Visiotime 1, Galerie Jean Boucher, Cesson-Sévigné, 2002
- Expérimenter le réel : art et réalité autour de l'an 2000, in catalogue Expérimenter le réel, Frac Languedoc-Roussillon, Montpellier, 2002, [fre/eng] (commissaire avec Ami Barak, Jackie-Ruth Meyer)
- Olivier Rebufa, in catalogue Ateliers 1997-2002, Centre national de la photographie, Paris, 2002. Steele-Tomczak, l'inquiétude pistée jusqu'au fond des corps, in catalogue Lisa Steele, Kim Tomczak: ...before I wake, Services culturels de l'ambassade du Canada, Paris, 2003, [fre/eng] (Esplanade)
- Le Corps dans l'orbite de sa "décorporation" figurative, l'image de l'humain dans les collections du Frac Basse-Normandie, in catalogue Fonds régional d'art contemporain Basse-Normandie : 1983-2001, Frac Basse-Normandie, Caen, 2004
- Sous le signe de la conduction, in catalogue Yann Toma : ouest-lumière, Isthme éd. 2004 (fre/eng/ger)
- Expérimenter une biennale, in catalogue BDP 2004 : Biennale de Paris, Biennale de Paris, Paris, 2004 (fre/eng/ger)
- Playtime, timeplay, in catalogue Roman Signer, Le Carré, Château-Gontier, 2004, (fre-eng)
- Mirela Popa, allers et retours, in catalogue Mirela Popa, L'Office, École nationale supérieure d'art, Dijon, 2004
- Corps incommunicants, in catalogue Tony Oursler, éd. du Jeu de Paume, 2005
- Une Attraction contemporaine, in catalogue Philippe Cognée : transit, Musée des beaux-arts, Angers; Archibooks, 2005 (fre-eng)
- Missing d'Edouard Boyer : programmer sa schizophrénie, in catalogue L’œuvre en programme, CapcMusée d'art contemporain, Bordeaux; éd. Fage, 2005 (fre-eng)
- Nicolas Milhé, du bon usage du contre-emploi, in catalogue Chantier public, 40mcube, Rennes; Archibooks, 2005
- Kiss me deadly : art contemporain et amour de l'arme, in catalogue Bang ! Bang !, éd. Fage, 2006
- Bellmer, oui ou non ?, in catalogue Hans Bellmer : anatomie du désir, Gallimard/Ed. du Centre Pompidou, 2006
- Quand l'art s'empare de la ville étendue, in catalogue Art grandeur nature 2006: mutations urbaines, Saint-Denis: Synesthésie, 2006
- Texte, in catalogue Fabien Verschaere, éd. du Panama; Musée d'art contemporain, Lyon 2007 (fre/eng)
- Un Corpus de méditation, in catalogue Anselm Kiefer : Sternenfall, éd. du Regard, 2007
- Eloge de la technologie sensible, Entretien avec Catherine Ikam, in catalogue Digital diaries : Catherine Ikam, Louis Fléri, Monografik, 2007 (fre/eng)
- Textes, [Entretien avec Yann Chateigné], in catalogue La Force de l'art : le catalogue, 1re triennale, Centre national des arts plastiques: Réunion des Musées Nationaux, Paris, 2007 (commissaire)
- Stratégie du bluff dans l'art contemporain (entre cynisme et auto-aveuglement), in catalogue Cynismes ? : manif d'art 3, la biennale de Québec, Québec : Manifestation internationale d'art, 2008 (fre/eng. Comprend les actes du colloque, 21-22 mai 2005)
- Art contemporain et travail, Working men et après ?, Conclusion, in catalogue Working Men: art contemporain et travail, Luc Pire, 2009 (commissaire et dir. de publ. avec Barbara Polla)
- L'Auberge espagnole, une interview = Potluck, an interview, in catalogue Hervé Paraponaris : insensé = reckless, Bureau des compétences et désirs, 2009 (entretien avec H. Paraponaris. fre/eng)
- Laurent Sfar en décalé = Alternative takes, in catalogue Laurent Sfar : interloperies, Filigranes, 2009 (fre/eng)
- Ambigus petits théâtres de perturbation [Introduction], in catalogue Tsuneko Taniuchi : micro-évènements, T. Taniuchi, 2010 (fre-eng)
- Luc  Mattenberger - mécanismes transcendentaux, in catalogue Luc Mattenberger: No Country for Engine, Fondation AHEAD, Genève 2010 (fre/eng)
- Post-tourisme [Discussion avec Lionel Ruffel], in catalogue Suspended Spaces, Montreuil-sous-Bois : Black Jack, 2011
- Rire ou pleurer ? L'ambiguïté de l'humour au tournant du XXIe siècle, in catalogue Incongru : quand l’art fait rire, musée cantonal des beaux-arts, Lausanne, Infolio, 2011
- Corps transitoires, in catalogue Catherine Gfeller : pulsations, Periferia; Kunstmuseum Luzern, Lucerne; La Chaux-de-Fonds : musée des beaux-arts, 2010 (fre/eng)
- Ne pas seulement faire acte de spectateur, in catalogue John Cornu, Analogues, 2011 (fre/eng)
- Texte, in Raphaël Boccanfuso : autoportrait en artiste contemporain, Patricia Dorfmann, Centre national des arts plastiques, Paris, 2013
- La Machine quand elle tue, in catalogue Les Désastres de la guerre, 1800-2014, Somogy; Musée du Louvre-Lens, Lens 2014
- OrtaWater : la citoyenneté de l'art, in catalogue Lucy + Jorge Orta : Food/Water/Life, Actes Sud/Parc de La Villette, Paris, 2014
- Préface et textes, in catalogue Motopoétique, Paris: Somogy/Musée d’art contemporain de Lyon, Lyon, 2014 [Commissaire]

### Commissariat d'expositions
- Avec Christine Macel, « Micropolitiques », Centre national d’art contemporain Le Magasin, Grenoble, 2000
- « Expérimenter le réel », Albi-Montpellier, 2001-2002
- « La Force de l'art[24] », Grand Palais, Paris, 2006
- « Working Men[25] », galerie Analix Forever, Genève, 2008
- « Prélèvements urbains : Patrick Mimran », passage de Retz, Paris, novembre 200
- avec Martine Maertens, " WANI ", Fondation Ricard, Paris, 2011
- « Ailleurs », Espace Culturel Louis Vuitton, Paris, 2011 (Artistes : Paul Gauguin, Giovanni Anselmo, Bas Jan Ader, Andreas Angelidakis, Tïa-Calli Borlase, Alix Delmas, Yann Dumoget, Marc Horowitz, Fabrice Langlade, Olivier Leroi, Joanna Malinowska, Luc Mattenberger, Laurent Mulot, Lucy + Jorge Orta, Fernando Prats, Laurent Tixador, Abraham Poincheval)[26].
- « Printemps de septembre », Toulouse, 2012
- « Motopoétique », exposition du 21 février au 20 avril 2014 au Musée d'art contemporain de Lyon (Artistes : Alain Bublex, Benedetto Bufalino, Ange Leccia, Pierre & Gilles, Raphaël Zarka, Xavier Veilhan, Mélodie Mousset, Janet Biggs, Kevin Laisné, Elisabetta Benassi, Jean-Baptiste Sauvage, Brigitte Zieger...)
- « Économie Humaine », en collaboration avec Barbara Polla, Espace Contemporain HEC, Jouy-en Josas, France[27], du 20 novembre 2014 au 6 mars 2015 (Artistes : Burak Arikan, Conrad Bakker, Yann Dumoget, Jean-Baptiste Farkas, Hervé Fischer, Sean Hart, Marc Horowitz, Joël Hubaut, Pierre Huyghe, Ali Kazma, Florent Lamouroux, Tuomo Manninen, Adrian Melis, Deimantas Narkevičius, Jorge + Lucy  Orta, Jean Revillard, Camille Roux, Edith Roux, Benjamin Sabatier, Julien Serve, Zoë Sheehan Saldaña, Paul Souviron.)[27]
- « Sublime de Voyage », la biennale art n0mad , oct. 2015
- La Littorale, Biennale internationale d'art contemporain d'Anglet, du 26 aout 2016 au 2 novembre 2016 (Artistes : Art nOmad (France), Conrad Bakker (États-Unis), Benedetto Bufalino (France), Shaun Gladwell (Australie) , Joanna Malinovska - CT Jasper (Pologne/États-Unis), Andrea Mastrovito (Italie), Robert Montgomery (Grande-Bretagne), Rachel Labastie (France), Fabrice Langlade (France), Lucy & Jorge Orta (Argentine/Grande-Bretagne/France), Laurent Perbos (France), Kemal Tufan (Turquie).